# Maria Bonaparte
Maria Bonaparte (em francês: Marie Bonaparte; Saint-Cloud, 2 de julho de 1882 - Saint-Tropez, 21 de setembro de 1962) foi uma psicanalista e escritora francesa ligada a Sigmund Freud. Utilizou-se de sua fortuna para ajudar a popularizar a psicanálise. Também ajudou Freud a fugir da Alemanha nazista.

## Biografia
Nascida em Saint-Cloud,  na região da Ilha de França, Maria Bonaparte era sobrinha bisneta de Napoleão I da França. Ela era filha de Roland Bonaparte e de Marie-Félix Blanc. Seu avô paterno era Pierre Napoleon Bonaparte, filho de Lucien Bonaparte, e sobrinho de Napoleão. Seu avo materno foi François Blanc, fundador do Casino de Monte Carlo.
Em 21 de novembro de 1907, em Paris, se casou com o príncipe Jorge da Grécia e Dinamarca em uma cerimônia civil e depois em uma cerimonia religiosa em 12 de dezembro de 1907, em Atenas. Ela era, então conhecida oficialmente como princesa Maria da Grécia e Dinamarca. Eles tiveram dois filhos, Pedro (1908-1980) e Eugénia (1910-1988). Em 2 de junho de 1953, Maria e seu marido príncipe George representaram seu sobrinho, o rei Paulo I da Grécia, na coroação da rainha Isabel II em Londres.

### Maria Bonaparte e Sigmund Freud

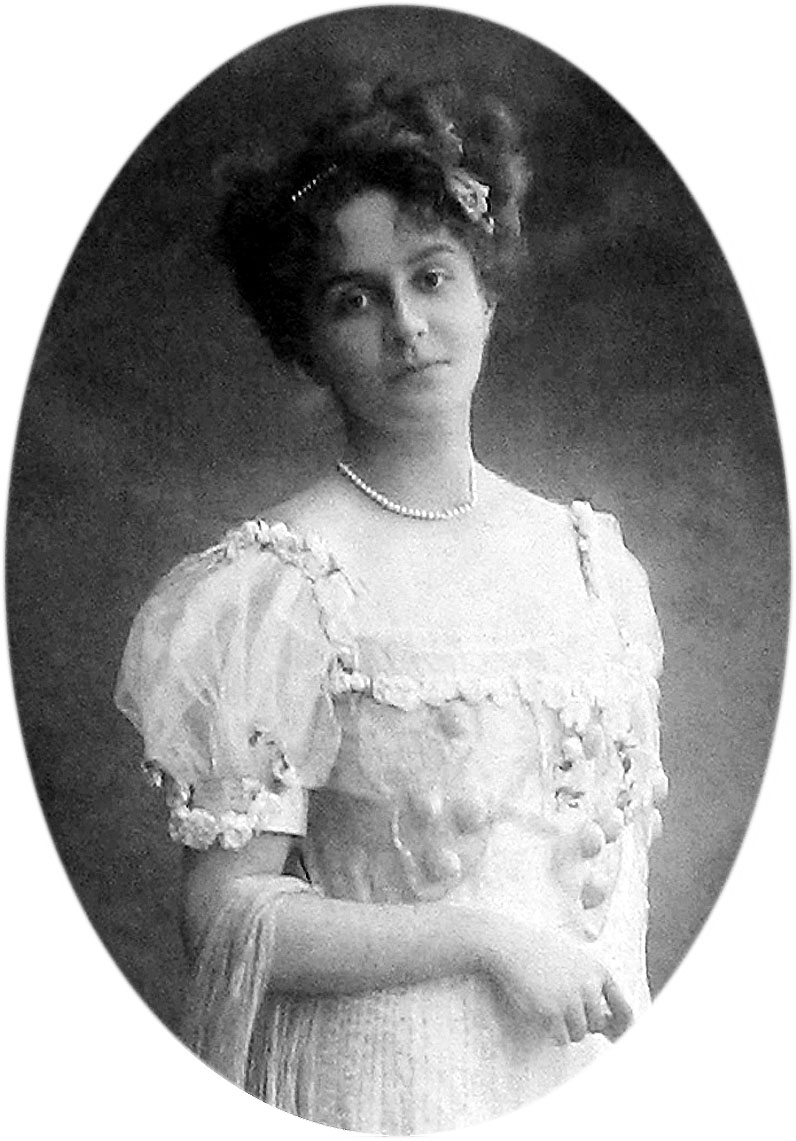
Maria Bonaparte

Maria consultou-se  em 1925 com Sigmund Freud em Viena para o tratamento de sua frigidez, que mais tarde foi explicado como um fracasso para ter orgasmos, durante a relação sexual na posição do missionário. Bonaparte foi a primeira psicanalista francesa, uma das poucas analisadas por Freud. Fez parte do grupo fundador da Associação Psicanalítica da França, e por toda vida trabalhou e ajudou a causa psicanalítica. Escreveu extensa obra, grande parte dela explorando os mistérios da sexualidade feminina. Manteve constante presença no panorama psicanalítico: além de traduzir e divulgar a obra de Freud, participou ativamente da vida científica e política da Sociedade.
| “ | O clitóris é o órgão central de sensações de prazer sexual, e para substituir o difusa, apesar da sensibilidade da vagina, nunca irá ter sucesso no clitóris para todas as mulheres. Porque o clitóris corresponde ao pênis (...), a mulher normal sem ela qualquer contatos experiência mais agradável como o homem sem pênis". | ” |

- Maria Bonaparte, 1924
Apesar do que ela descreveu como disfunção sexual, ela teve casos com o discípulo de Freud, Rudolph Loewenstein, e Aristide Briand, o primeiro-ministro francês.
Ela morreu de leucemia em Saint-Tropez, em 21 de setembro de 1962, aos 80 anos de idade. Foi cremada em Marselha e suas cinzas estão enterradas junto com o marido em Tatoï, perto de Atenas.
A história de seu relacionamento com Sigmund Freud e como ela ajudou a sua família no exílio foi retratada no filme Princesse Marie dirigido por Benoît Jacquot e estrelado por Catherine Deneuve e Heinz Bennent.

## Títulos, estilos e honras

Monograma real de Maria Bonaparte

- 2 de julho de 1882 - 21 de novembro de 1907: "Princesa Maria Bonaparte"
- 21 de novembro de 1907 - 21 de setembro de 1962: "Sua Alteza Real princesa Maria da Grécia e Dinamarca"

### Honras
- Grécia: Dama Grã Cruz da Ordem das Santas Olgas e Sofia